# Christian Braunmann Tullin
Christian Braunmann Tullin (ur. 6 września 1728 w Oslo, wówczas Christiania, zm. 21 stycznia 1765 tamże) – norweski poeta i polityk samorządowy.

## Życiorys
Jego ojcem był kupiec, Gulbrand Hansen Tullin (1694–1742), a matką Ragnhild Hansdatter Dehli (1695-1765). W 1745 ukończył studia artystyczne na Uniwersytecie w Kopenhadze, a w 1748 także studia teologiczne. Po powrocie do Oslo (Christianii) rozpoczął studia literackie, językoznawcze i prawnicze (odrzucił ostatecznie zamysł zostania duchownym). Był pierwszym norweskim poetą, w którego twórczości, obok racjonalistycznego sposobu myślenia, przejawiły się charakterystyczne dla wczesnego romantyzmu sposoby obrazowania (jeszcze nie dość mocno zindywidualizowane). Popularyzował również zagadnienia filozoficzne. Pozostawał pod wpływem Albrechta von Hallera i Edwarda Younga. Do jego najważniejszych dzieł należał poemat Powstanie i skutki żeglugi (norw. Søefartens Oprindelse og Virkninger) z 1760, napisany na konkurs literacki Towarzystwa Krzewienia Nauk Pięknych i Użytecznych w Kopenhadze. W utworze tym początkowo gani próby ujarzmiania przyrody, by na końcu pochwalić mimo wszystko wysiłki człowieka prowadzące do tworzenia i eksploatacji dróg wodnych. Niezależnie od romantycznych zapędów, twórca pozostał do końca wierny klasycystycznym wzorcom stylistycznym i dekoratywnym, rokokowym ozdobnikom.
Był także przedsiębiorcą. W 1750 kupił przedsiębiorstwo Fåbro w Lysaker, które produkowało puder i krochmal. Od 1759 pracował w służbie celnej. W 1760 został zastępcą radnego miejskiego, a w 1763 radnym miejskim w Oslo.

## Rodzina
27 marca 1760 ożenił się z Mette Kruckow (1725–1790), córką proboszcza Petera Kruckowa (1670–1738) i Magdaleny Feddersen (1704–1784), a także siostrzenicą wpływowego prezydenta sądu Christianii, Nicolaia Feddersena.